# Ophiopsila vittata
Ophiopsila vittata är en ormstjärneart som beskrevs av Hubert Lyman Clark 1918. Ophiopsila vittata ingår i släktet Ophiopsila och familjen Ophiocomidae. Inga underarter finns listade i Catalogue of Life.